# Хрватска на Светском првенству у атлетици на отвореном 2017.
Хрватска је на Светском првенству у атлетици на отвореном 2017. одржаном у Лондону од 4. до 13. августа, учествовала тринаести пут, као самостална држава. Репрезентацију Хрватске представљало је 9 такмичара (3 мушкараца и 6 жена) који су се такмичили у 6 дисциплина (2 мушке и 4 женске).,.
На овом првенству представници Хрватске су освојили две медаље (1 златна и 1 бронза). Овим успехом Хрватска атлетска репрезентација је делила 17 место у укупном пласману освајача медаља. У табели успешности према броју и пласману такмичара који су учествовали у финалним такмичењима (првих 8 такмичара) Хрватска је са 3 учесника у финалу делила 21. место са 19 бодова.
| Плас. | Земља    | 1. место | 2. место | 3. место | 4. место | 5. место | 6. место | 7. место | 8. место | Бр. финал. | Бод. |
| ----- | -------- | -------- | -------- | -------- | -------- | -------- | -------- | -------- | -------- | ---------- | ---- |
| =21   | Хрватска | 1        | 0        | 1        | 1        | 0        | 0        | 0        | 0        | 3          | 19   |

## Учесници
| Мушкарци: - Иван Хорват — Скок мотком - Стипе Жунић — Бацање кугле - Филип Михаљевић — Бацање кугле | Жене: - Бојана Бјељац — Маратон - Матеа Матошевић — Маратон - Николина Степан — Маратон - Ана Шимић — Скок увис - Сандра Перковић — Бацање диска - Сара Колак — Бацање копља |

## Освајачи медаља (2)

### злато (1)
1. Сандра Перковић — скок удаљ

### бронза (1)
1. Стипе Жунић — Бацање кугле

## Резултати

### Мушкарци
| Атлетичар       | Дисциплина   | Лични рекорд | Квалификације | Квалификације | Финале               | Финале       | Детаљи |
| Атлетичар       | Дисциплина   | Лични рекорд | Резултат      | Место         | Резултат             | Место        | Детаљи |
| --------------- | ------------ | ------------ | ------------- | ------------- | -------------------- | ------------ | ------ |
| Иван Хорват     | Скок мотком  | 5,76 д, НР   | 5,45          | 13. у гр. А   | Није се квалификовао | 22 / 26 (30) |        |
| Стипе Жунић     | Бацање кугле | 21,48 НР     | 20,86 КВ      | 4. у гр. Б    | 21,46                |              |        |
| Филип Михаљевић | Бацање кугле | 21,30        | 20,33         | 7. у гр. А    | Није се квалификовао | 13 / 32      |        |

### Жене
| Атлетичарка     | Дисциплина   | Лични рекорд | Квалификације | Квалификације | Полуфинале | Полуфинале  | Финале                | Финале       | Детаљи |
| Атлетичарка     | Дисциплина   | Лични рекорд | Резултат      | Место         | Резултат   | Место       | Резултат              | Место        | Детаљи |
| --------------- | ------------ | ------------ | ------------- | ------------- | ---------- | ----------- | --------------------- | ------------ | ------ |
| Бојана Бјељац   | Маратон      | 2:40:51      |               |               |            |             | 2:46:46               | 57 / 78 (92) |        |
| Матеа Матошевић | Маратон      | 2:42:28      | 2:55:06 ЛРС   | 69 / 78 (92)  |            |             |                       |              |        |
| Николина Степан | Маратон      | 2:43:58      | 2:59:43       | 76 / 78 (92)  |            |             |                       |              |        |
| Ана Шимић       | Скок увис    | 1,99         | 1,85          | 12. у гр. А   |            |             | Није се квалификовала | 25 / 29 (30) |        |
| Сандра Перковић | Бацање диска | 71,41 НР     | 69,67 КВ      | 1. у гр. А    | 70,31      |             |                       |              |        |
| Сара Колак      | Бацање копља | 68,43 НР     | 63,24 кв      | 5. у гр. А    | 64,95      | 4 / 30 (31) |                       |              |        |